# Dyskografia Fabolousa
Poniżej przedstawiona została dyskografia amerykańskiego rapera Fabolousa. Wydał on pięć solowych albumów, a obecnie przygotowuje się do wydania kolejnego pt. Loso’s Way 2: Rise to Power, który zostanie wydany we wrześniu 2011 roku. Artykuł przedstawia także minialbum, mixtape'y oraz listę singli.

## Albumy

### Studyjne
| Ghetto Fabolous             | - Data wydania: 11 września, 2001 - Wytwórnia: Desert Storm, Elektra - Format: CD, digital download      | 4           | 2           | *           | –           | - US: 1.100.000 | - US: platyna              |             |             |             |             |             |             |
| Street Dreams               | - Data wydania: 4 marca, 2003 - Wytwórnia: Desert Storm, Elektra - Format: CD, digital download, LP      | 3           | 3           | *           | 59          | - US: 1.300.000 | - US: platyna - UK: srebro |             |             |             |             |             |             |
| Real Talk                   | - Data wydania: 9 listopada, 2004 - Wytwórnia: Desert Storm, Atlantic - Format: CD, digital download, LP | 6           | 2           | 2           | 66          | - US: 550.000   | - US: złoto                |             |             |             |             |             |             |
| From Nothin’ to Somethin’   | - Data wydania: 12 czerwca, 2007 - Wytwórnia: Desert Storm, Def Jam - Format: CD, digital download, LP   | 2           | 1           | 1           | 89          | - US: 542.000   | - US: złoto                |             |             |             |             |             |             |
| Loso’s Way                  | - Data wydania: 28 lipca, 2009 - Wytwórnia: Desert Storm, Def Jam - Format: CD, digital download, LP     | 1           | 1           | 1           | –           | - US: 312.000   |                            |             |             |             |             |             |             |
| Loso’s Way 2: Rise to Power | - Data wydania: 13 września, 2011 - Wytwórnia: Desert Storm, Def Jam                                     | Do wydania. | Do wydania. | Do wydania. | Do wydania. | Do wydania.     | Do wydania.                | Do wydania. | Do wydania. | Do wydania. | Do wydania. | Do wydania. | Do wydania. |

### Minialbumy
| Tytuł                                            | Informacje o albumie                                                                                       | Najwyższa pozycja | Najwyższa pozycja | Najwyższa pozycja | Sprzedaż     |
| Tytuł                                            | Informacje o albumie                                                                                       | U.S.              | U.S. R&B          | U.S. Rap          | Sprzedaż     |
| ------------------------------------------------ | --- | ----------------- | ----------------- | ----------------- | ------------ |
| There is no Competition 2: The Grieving Music EP | - Data wydania: 31 sierpnia, 2010 - Wytwórnia: Def Jam/Desert Storm Records - Format: CD, digital download | 32                | 9                 | 4                 | - US: 55.575 |

### Mixtape’y
- 2003: More Street Dreams, Pt. 2: The Mixtape
- 2006: Fabolous and The Street Family Presents: Loso’s Way: Rise To Power
- 2008: There Is No Competition
- 2010: There Is No Competition 2: The Funeral Service
- 2011: The S.O.U.L. Tape

## Single

### Solowe
| Tytuł                                                                                   | Rok  | Najwyższa pozycja | Najwyższa pozycja | Najwyższa pozycja | Najwyższa pozycja | Najwyższa pozycja | Najwyższa pozycja | Najwyższa pozycja | Certyfikacje  | Album                                            |
| Tytuł                                                                                   | Rok  | US                | US R&B            | US Rap            | AUS               | CAN               | NZ                | UK                | Certyfikacje  | Album                                            |
| --------------------------------------------------------------------------------------- | ---- | ----------------- | ----------------- | ----------------- | ----------------- | ----------------- | ----------------- | ----------------- | ------------- | ------------------------------------------------ |
| „Can’t Deny It” (featuring Nate Dogg)                                                   | 2001 | 25                | 13                | 11                | –                 | –                 | –                 | –                 |               | Ghetto Fabolous                                  |
| „Young’n (Holla Back)”                                                                  | 2001 | 33                | 17                | 9                 | –                 | –                 | –                 | –                 |               | Ghetto Fabolous                                  |
| „Trade It All, Pt. 2” (featuring Jagged Edge & P. Diddy)                                | 2002 | 20                | 14                | 8                 | –                 | –                 | –                 | –                 |               | Barbershop                                       |
| „Can’t Let You Go” (featuring Lil' Mo & Mike Shorey)                                    | 2003 | 4                 | 2                 | 2                 | 27                | –                 | 33                | 14                |               | Street Dreams                                    |
| „Into You” (featuring Tamia)                                                            | 2003 | 4                 | 6                 | 4                 | 4                 | –                 | –                 | 18                |               | Street Dreams                                    |
| „Breathe”                                                                               | 2004 | 10                | 4                 | 2                 | 36                | –                 | 21                | 28                |               | Real Talk                                        |
| „Baby” (featuring Mike Shorey)                                                          | 2005 | 71                | 22                | 17                | –                 | –                 | –                 | 41                |               | Real Talk                                        |
| „Diamonds” (featuring Young Jeezy)                                                      | 2007 | 83                | 59                | –                 | –                 | –                 | –                 | –                 |               | From Nothin’ to Somethin'                        |
| „Make Me Better” (featuring Ne-Yo)                                                      | 2007 | 8                 | 2                 | 1                 | –                 | 79                | –                 | –                 | - US: platyna | From Nothin’ to Somethin'                        |
| „Baby Don’t Go” (featuring T-Pain & Jermaine Dupri)                                     | 2007 | 23                | 23                | 4                 | –                 | –                 | –                 | –                 |               | From Nothin’ to Somethin'                        |
| „Throw It in the Bag” (featuring The-Dream)                                             | 2009 | 14                | 4                 | 2                 | –                 | –                 | –                 | –                 | - US: złoto   | Loso’s Way                                       |
| „My Time” (featuring Jeremih)                                                           | 2009 | 108               | 102               | –                 | –                 | –                 | –                 | –                 |               | Loso’s Way                                       |
| „Everything, Everyday, Everywhere” (featuring Keri Hilson)                              | 2009 | 103               | 31                | 10                | –                 | –                 | –                 | –                 |               | Loso’s Way                                       |
| „You Be Killin’ Em”                                                                     | 2010 | 63                | 8                 | 6                 | –                 | –                 | –                 | –                 |               | There is no Competition 2: The Grieving Music EP |
| „–” oznacza, że pozycja nie była notowana, bądź singel nie został wydany w danym kraju. |      |                   |                   |                   |                   |                   |                   |                   |               |                                                  |

### Promocyjne
| Tytuł                                          | Rok  | Najwyższa pozycja | Najwyższa pozycja | Najwyższa pozycja | Album                                            |
| Tytuł                                          | Rok  | U.S.              | U.S. R&B          | U.S. Rap          | Album                                            |
| ---------------------------------------------- | ---- | ----------------- | ----------------- | ----------------- | ------------------------------------------------ |
| „This is My Party”                             | 2003 | –                 | 59                | –                 | Street Dreams                                    |
| „Make U Mine” (featuring Mike Shorey)          | 2003 | –                 | 93                | –                 | More Street Dreams, Pt. 2: The Mixtape           |
| „Think Y’all Know”                             | 2003 | –                 | –                 | –                 | More Street Dreams, Pt. 2: The Mixtape           |
| „Tit 4 Tat”                                    | 2004 | –                 | –                 | –                 | Real Talk                                        |
| „Return of the Hustle” (featuring Swizz Beatz) | 2007 | –                 | 102               | –                 | From Nothin’ to Somethin'                        |
| „Lights Out”                                   | 2010 | –                 | 92                | –                 | There is no Competition 2: The Grieving Music EP |

### Inne notowane utwory
| Tytuł                                                                 | Rok  | Najwyższa pozycja | Najwyższa pozycja | Album                                            |
| Tytuł                                                                 | Rok  | U.S.              | U.S. R&B          | Album                                            |
| --------------------------------------------------------------------- | ---- | ----------------- | ----------------- | ------------------------------------------------ |
| „Damn”                                                                | 2003 | –                 | 69                | Street Dreams                                    |
| „You Ain’t Got Nuthin” (Lil Wayne featuring Fabolous & Juelz Santana) | 2008 | 81                | –                 | Tha Carter III                                   |
| „Body Ya”                                                             | 2010 | –                 | 75                | There is no Competition 2: The Grieving Music EP |
| „Crazy Love” (Ne-Yo featuring Fabolous)                               | 2011 | –                 | 72                | Libra Scale                                      |